# Winnemucca

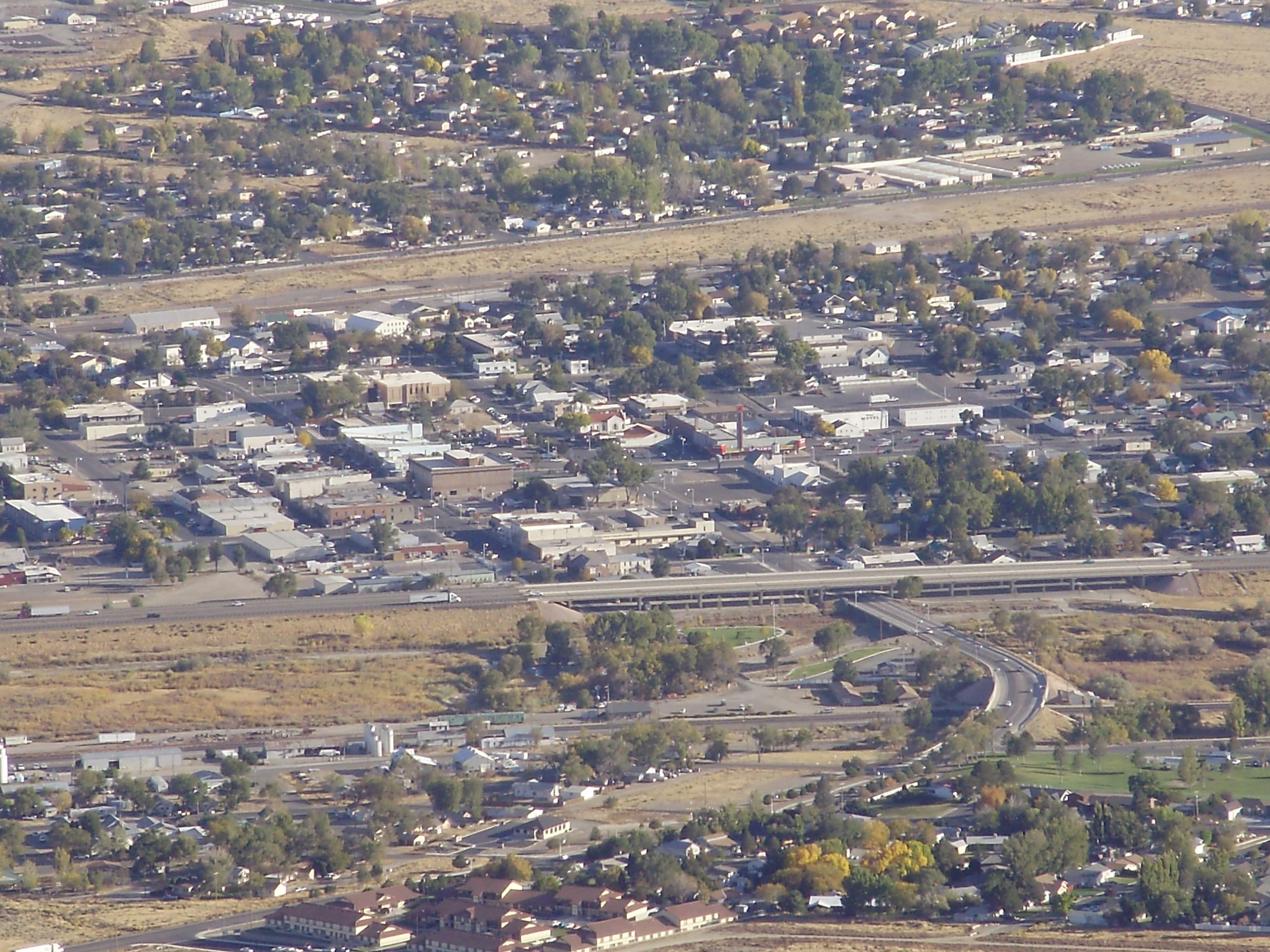
Downtown Winnemucca vom Winnemucca Mountain aus gesehen

Winnemucca ist County Seat und die einzige Stadt im Humboldt County des US-Bundesstaates Nevada. Benannt ist sie nach einem legendären Paiute-Häuptling gleichen Namens, der von ca. 1820 bis 1882 lebte. Am 19. September 1900 war die Stadt Schauplatz eines Banküberfalls der als Wild Bunch bekannt gewordenen Bande von Butch Cassidy und Sundance Kid. 
Das U.S. Census Bureau hat bei der Volkszählung 2020 eine Einwohnerzahl von 8.431 ermittelt.

## Winnemucca in der populären Kultur
In der nordamerikanischen Version des Liedes I’ve Been Everywhere, die ursprünglich von Hank Snow aufgenommen und 1996 von Johnny Cash neuinterpretiert wurde, wandert der Erzähler „the dusty Winnemucca road“ (deutsch etwa: die staubige Straße nach Winnemucca) entlang, um ein Fahrzeug nach Winnemucca anzuhalten. Der Hörer erfährt allerdings nicht, ob er dort jemals ankommt, weil der Rest des Titels daraus besteht, Dutzende von Orten aufzuzählen, 91 insgesamt, an denen der Wanderer sonst noch war.
Winnemucca spielt eine wesentliche Rolle in dem Roman Revoltingly Young von C.D. Payne und ist ein Schauplatz in More Tales of the City von Armistead Maupin, in welchem eine der Figuren als Rezeptionistin in einem örtlichen Bordell Anstellung findet. Die Stadt stiftete im Jahr 2002 auch den Namen für ein Album der Band Richmond Fontaine aus Portland, Oregon.

## Geographie und Klima
Winnemuccas geographische Koordinaten sind 40°58'6" nördliche Breite und 117°43'36" westliche Länge (40,968212, −117,726662). Innerhalb des Stadtgebietes trennen sich die beiden Fernstraßen Interstate 80 und U.S. Highway 95. Von Westen her kommend verlaufen I-80 und US-95 etwa 250 km gemeinsam, bevor in Winnemucca die US-95 nach Norden in Richtung Burns Junction abzweigt und die I-80 nach Osten dem Lauf des Humboldt Rivers talaufwärts folgend dem 560 km entfernten Salt Lake City zustrebt.
Nach den Angaben des United States Census Bureaus hat die Stadt eine Fläche von 21,4 km², die ausschließlich auf Land entfallen.
| Monat                       | Jan  | Feb  | Mär  | Apr  | Mai  | Jun  | Jul  | Aug  | Sep  | Okt  | Nov  | Dez  |
| --------------------------- | ---- | ---- | ---- | ---- | ---- | ---- | ---- | ---- | ---- | ---- | ---- | ---- |
| Höchstwert °C               | 20   | 23   | 27   | 32   | 37   | 41   | 43   | 42   | 39   | 33   | 25   | 19   |
| durchschn. Maximalwert °C   | 5,3  | 9,2  | 12,8 | 17,0 | 22,2 | 28,2 | 33,4 | 32,6 | 26,9 | 19,6 | 10,8 | 5,7  |
| durchsch. Minimalwert °C    | −7,6 | −4,7 | −2,8 | −0,7 | 3,6  | 7,7  | 11,0 | 9,6  | 4,6  | −1,0 | −4,8 | −8,3 |
| Minimalwert °C              | −31  | −33  | −19  | −14  | −12  | −5   | −2   | −2   | −11  | −19  | −22  | −38  |
| Niederschlag (mm)           | 27,0 | 20,0 | 28,0 | 27,6 | 34,5 | 22,4 | 8,8  | 11,4 | 17,2 | 21,5 | 26,0 | 26,3 |
| Source: USTravelWeather.com |      |      |      |      |      |      |      |      |      |      |      |      |

## Demographie
Zum Zeitpunkt des United States Census 2000 bewohnten Winnemucca 7174 Personen. Die Bevölkerungsdichte betrug 334,9 Personen pro km². Es gab 3280 Wohneinheiten, durchschnittlich 153,1 pro km². Die Bevölkerung Winnemuccas bestand zu 83,41 % aus Weißen, 2,23 % Schwarzen oder African American, 0,89 % Native American, 0,32 % Asian, 0,03 % Pacific Islander, 9,60 % gaben an, anderen Rassen anzugehören und 3,51 % nannten zwei oder mehr Rassen. 20,74 % der Bevölkerung erklärten, Hispanos oder Latinos jeglicher Rasse zu sein.
Die Bewohner Winnemuccas verteilten sich auf 2736 Haushalte, von denen in 37,8 % Kinder unter 18 Jahren lebten. 53,9 % der Haushalte stellten Verheiratete, 8,6 % hatten einen weiblichen Haushaltsvorstand ohne Ehemann und 33,3 % bildeten keine Familien. 27,1 % der Haushalte bestanden aus Einzelpersonen und in 8,7 % aller Haushalte lebte jemand im Alter von 65 Jahren oder mehr alleine. Die durchschnittliche Haushaltsgröße betrug 2,60 und die durchschnittliche Familiengröße 3,21 Personen.
Die Stadtbevölkerung verteilte sich auf 30,2 % Minderjährige, 7,9 % 18–24-Jährige, 30,6 % 25–44-Jährige, 22,3 % 45–64-Jährige und 9,0 % im Alter von 65 Jahren oder mehr. Das Durchschnittsalter betrug 34 Jahre. Auf jeweils 100 Frauen entfielen 105,1 Männer. Bei den über 18-Jährigen entfielen auf 100 Frauen 104,5 Männer.
Das mittlere Haushaltseinkommen in Winnemucca betrug 46.699 US-Dollar, das mittlere Familieneinkommen erreichte die Höhe von 53.681 US-Dollar. Das Durchschnittseinkommen der Männer betrug 47.917 US-Dollar gegenüber 26.682 US-Dollar bei den Frauen. Das Pro-Kopf-Einkommen in Winnemucca war 21.441 US-Dollar. 7,5 % der Bevölkerung und 9,5 % der Familien hatten ein Einkommen unterhalb der Armutsgrenze, davon waren 10,8 % der Minderjährigen und 8,1 % der Altersgruppe 65 Jahre und mehr betroffen.
Bei der Volkszählung 2000 war Winnemucca der Ort in den Vereinigten Staaten, in dem der prozentuale Anteil der Personen mit baskischer Herkunft am höchsten war – er erreichte 4,2 %.

## Wirtschaft, Verkehr, kommunale Einrichtungen
Winnemucca, das etwa auf halbem Weg der Eisenbahnstrecke zwischen Salt Lake City und San Francisco liegt, wird von Amtrak bedient; der California Zephyr hält hier in beide Richtungen. Der Bahnhof ist praktisch nur ein Haltepunkt und nicht mit Personal besetzt. Ursprünglich war Winnemucca ein Bahnhof der transkontinentalen Eisenbahnverbindung.
Die Stadt verfügt über zwei Highschools, einen „Winnemucca Campus“ des „Great Basin College“ und über eine öffentliche Bibliothek. Im Zentrum der Stadt befindet sich das „Humboldt General Hospital“. Die wichtigsten Träger der lokalen Wirtschaft sind die zahlreichen mittelgroßen bis kleinen Spielkasinos und viele Motels, die sich den Fernfahrern der nahe vorbeiführenden Interstate 80 anbieten. In der Sackgasse der Riverside Street (zw. E. 2nd St. und der Autobahn) befindet sich das kleine Rotlichtviertel des Ortes.

## Persönlichkeiten

### In Winnemucca geborene Söhne und Töchter der Stadt
- Henry Fountain Ashurst (1874–1962), US-amerikanischer Politiker
- Vernon Alley (1915–2004), US-amerikanischer Jazz-Bassist und Hörfunkmoderator

### Mit Winnemucca verbunden
- Horace F. Bartine (1848–1918), US-amerikanischer Politiker
- George S. Nixon (1860–1912), US-amerikanischer Politiker

## Bildergalerie

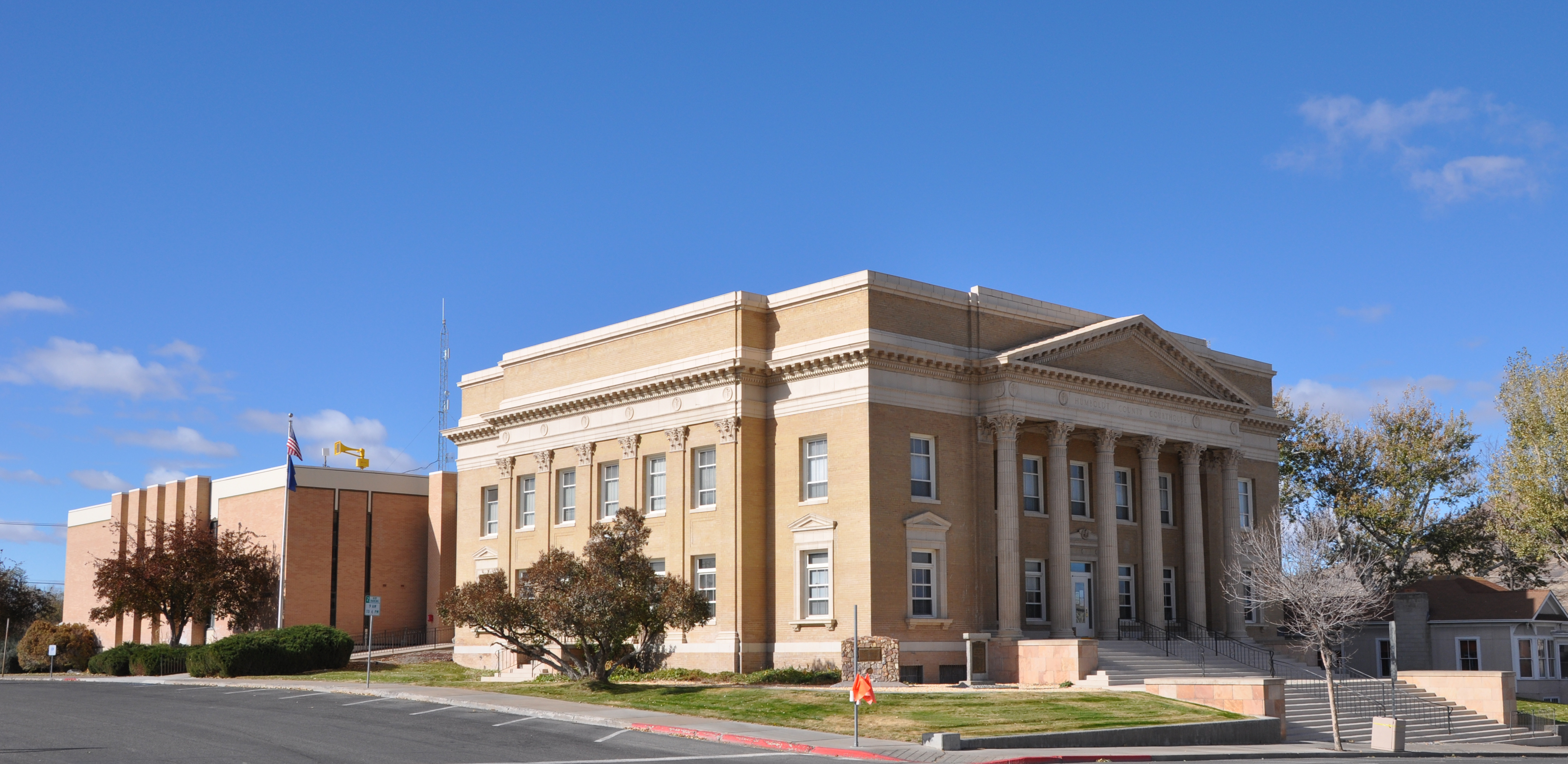
Humboldt County Courthouse (2009)
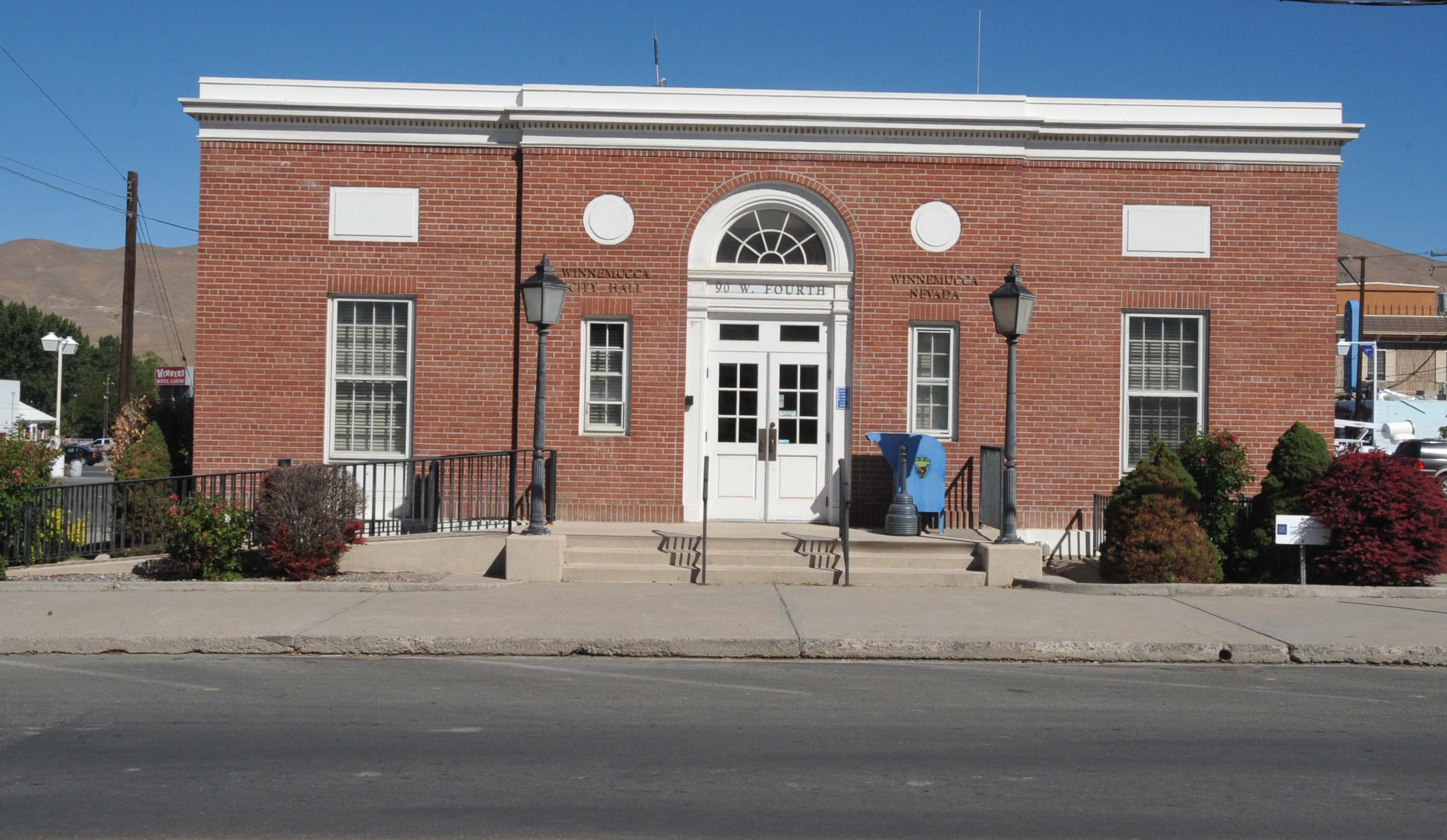
Postamt (2013)
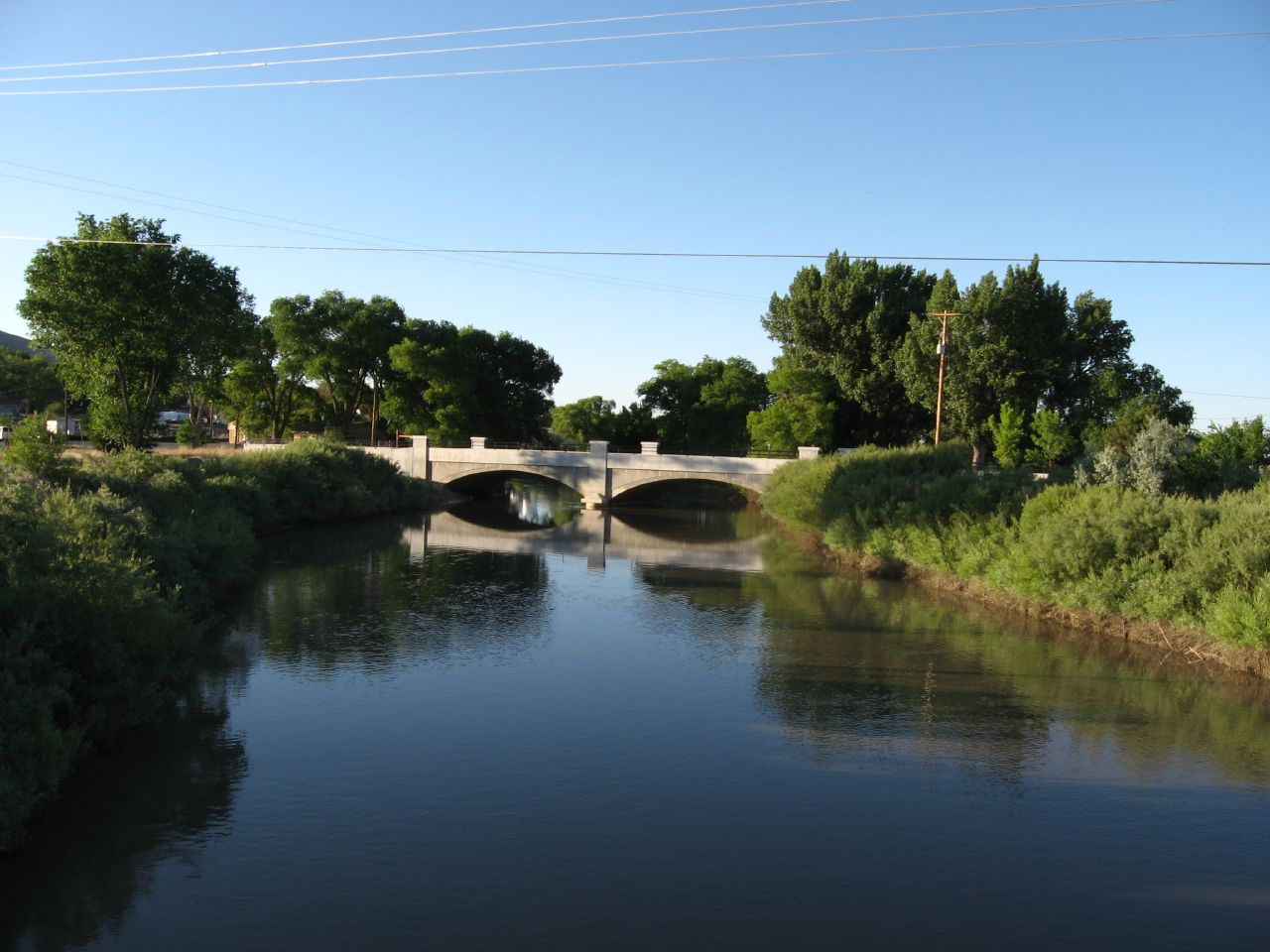
Humboldt River (2007)
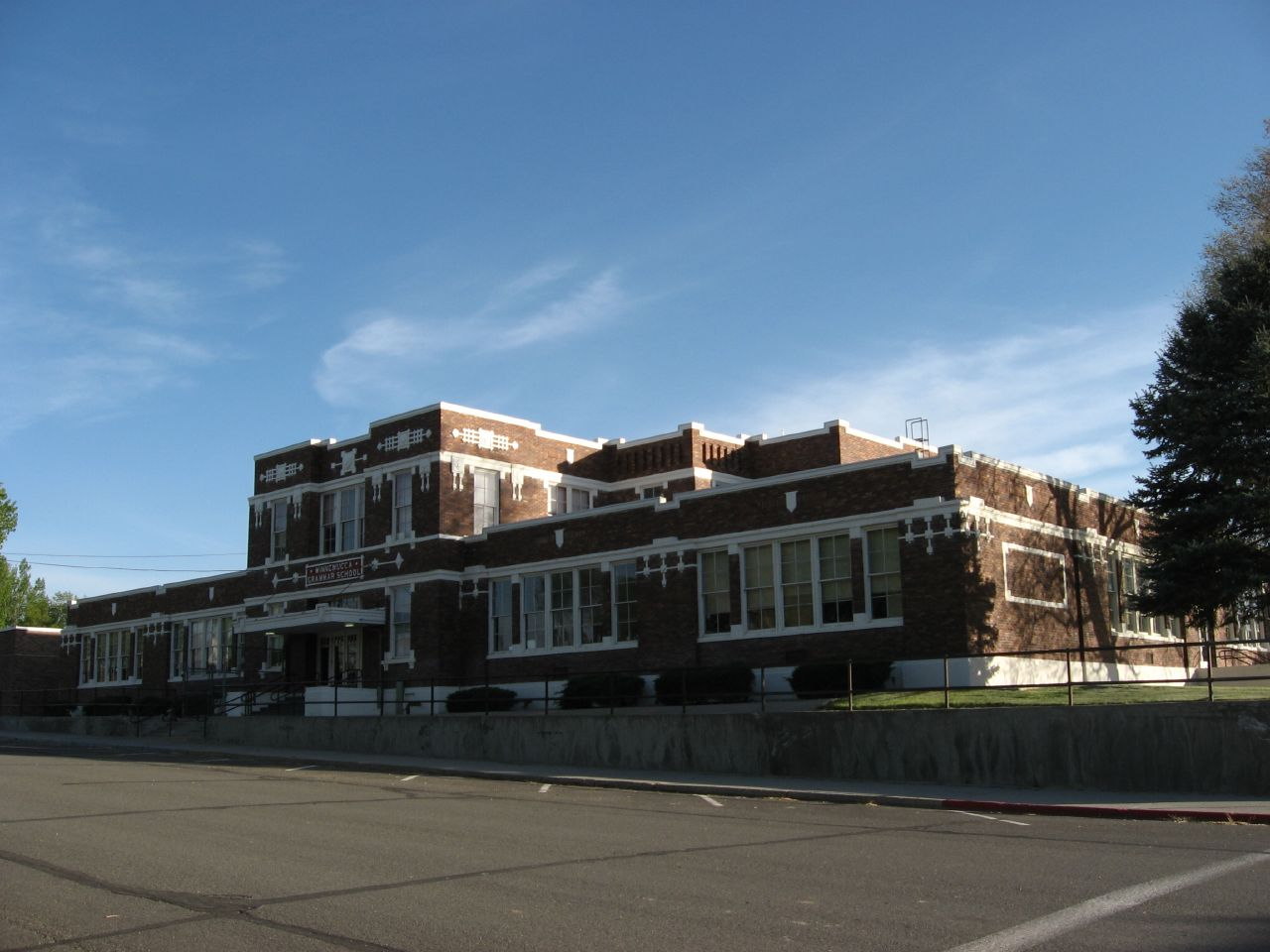
Winnemucca Grammar School (2013)
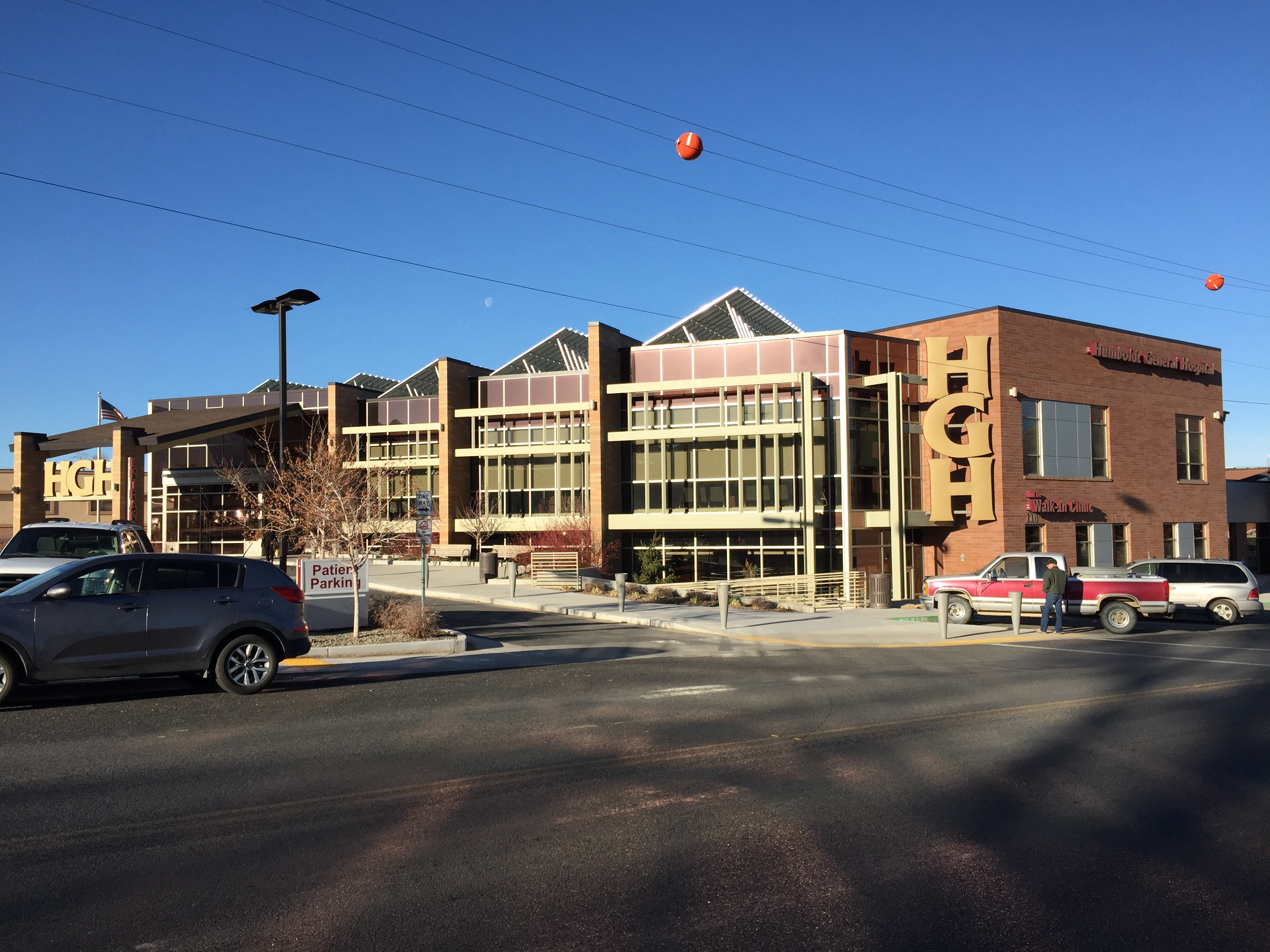
Humboldt General Hospital in Winnemucca (2015)
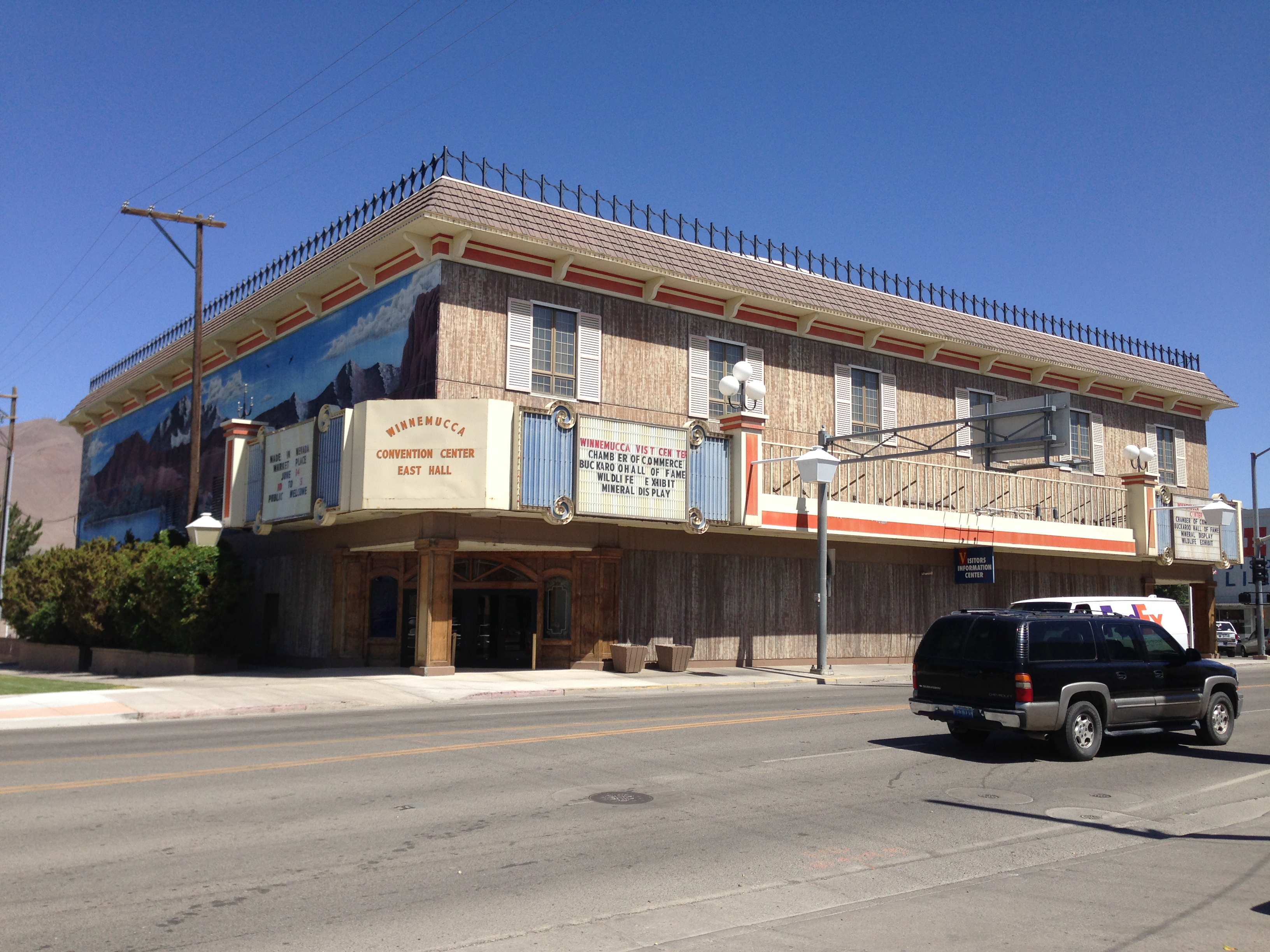
Winnemucca Convention Center (2014)
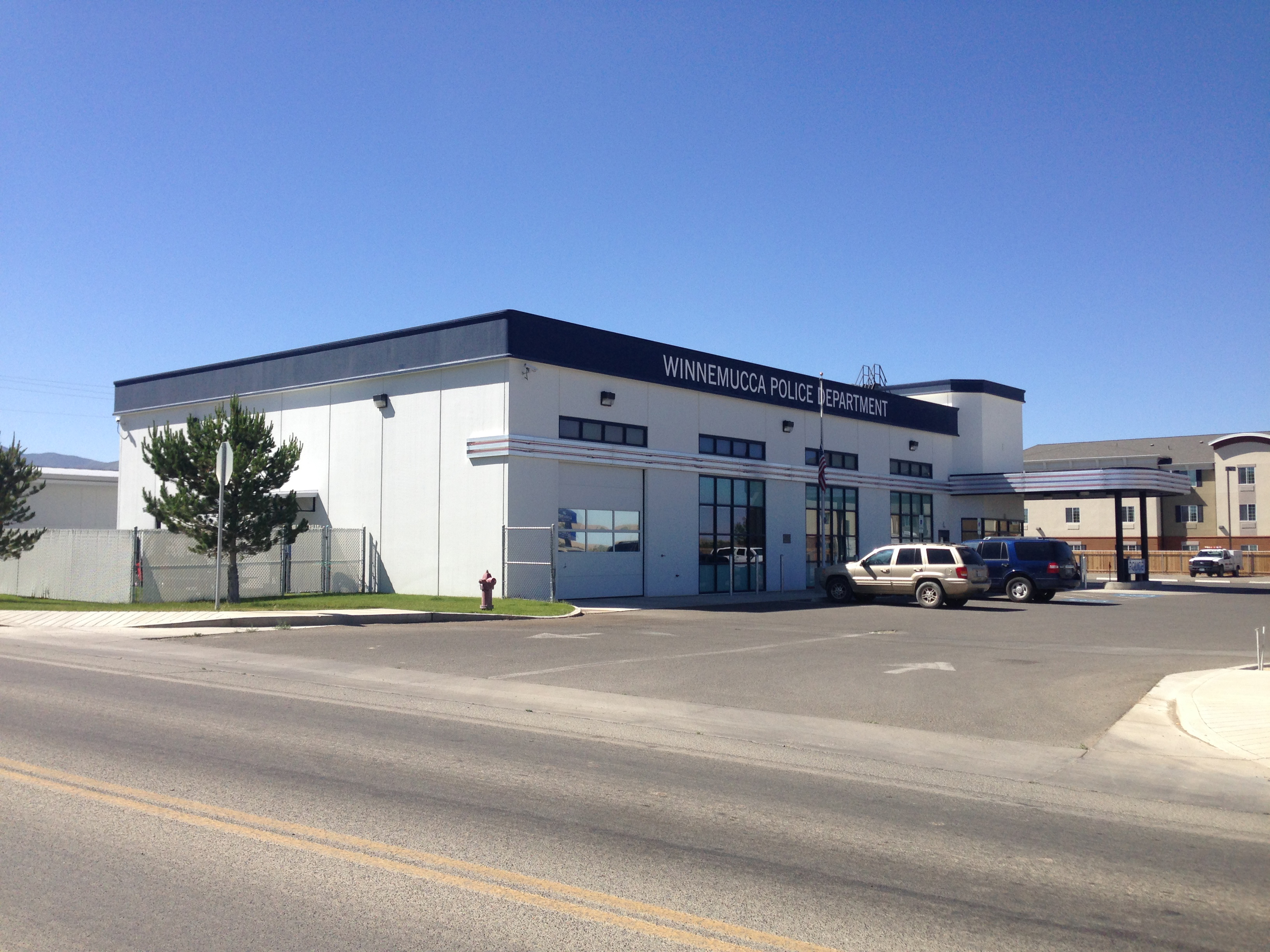
Winnemucca Police Department (2014)
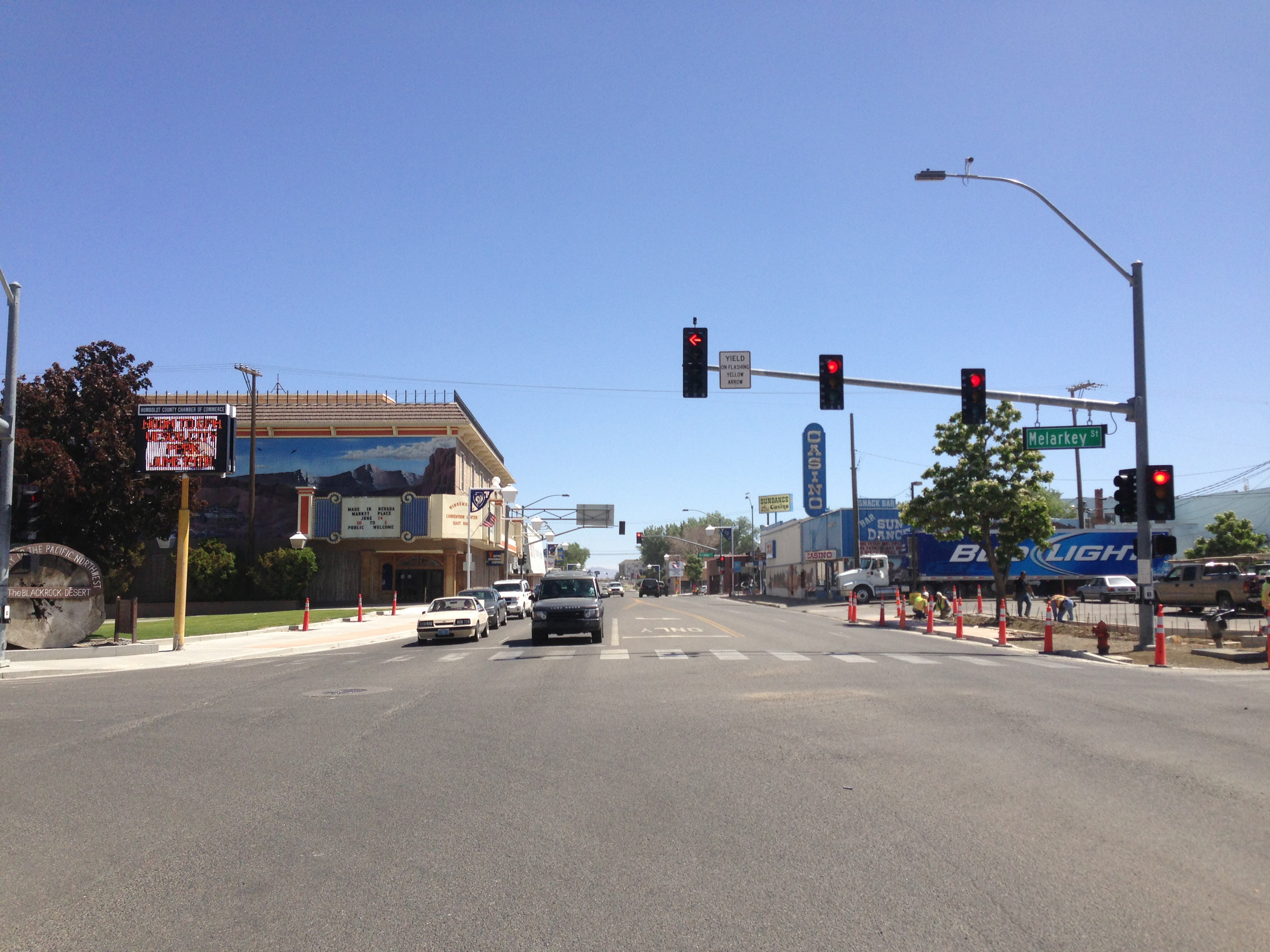
Winnemucca Boulevard (2014)
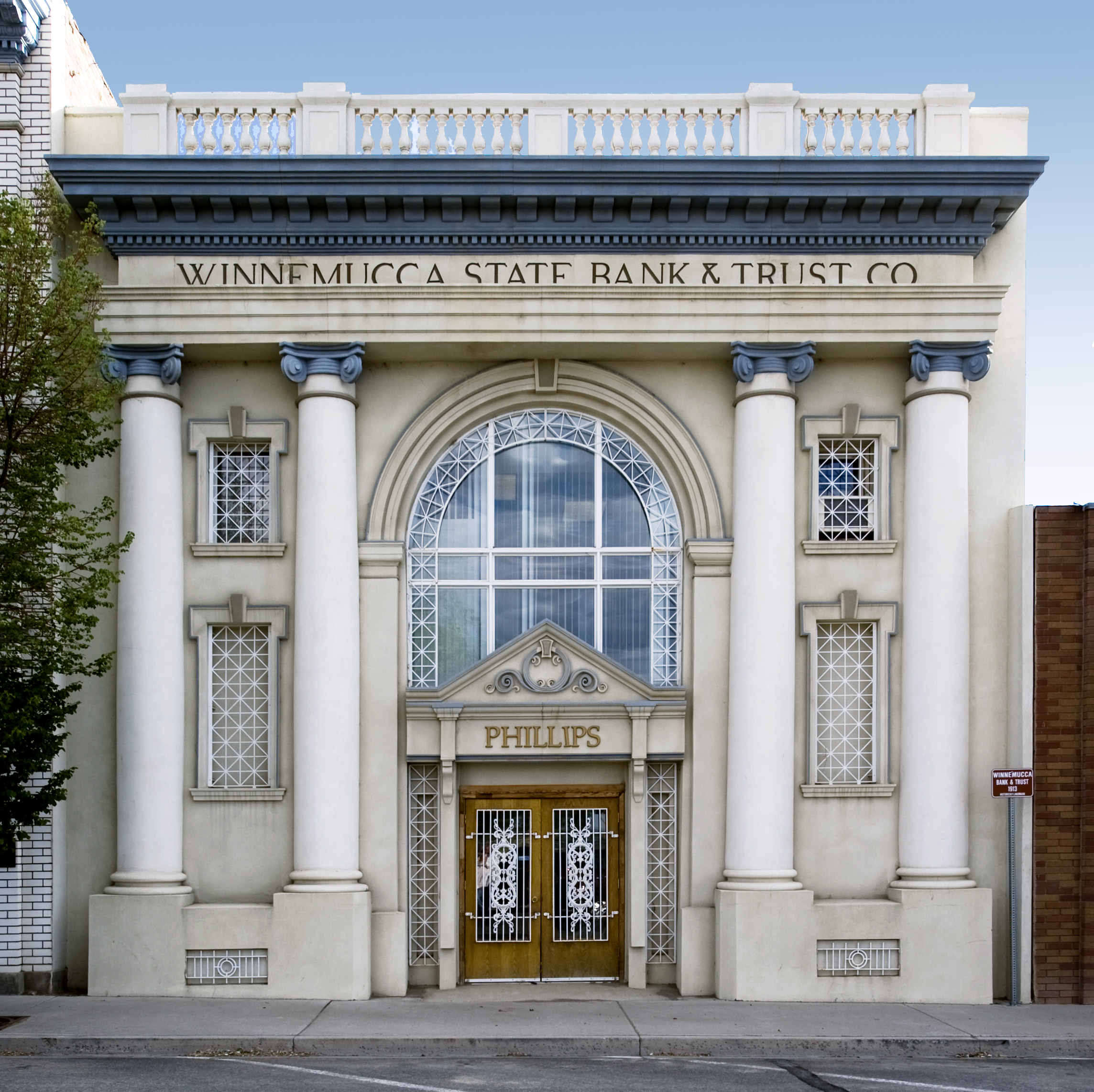
Winnemucca State Bank and Trust Company Building in Humboldt County (2010)
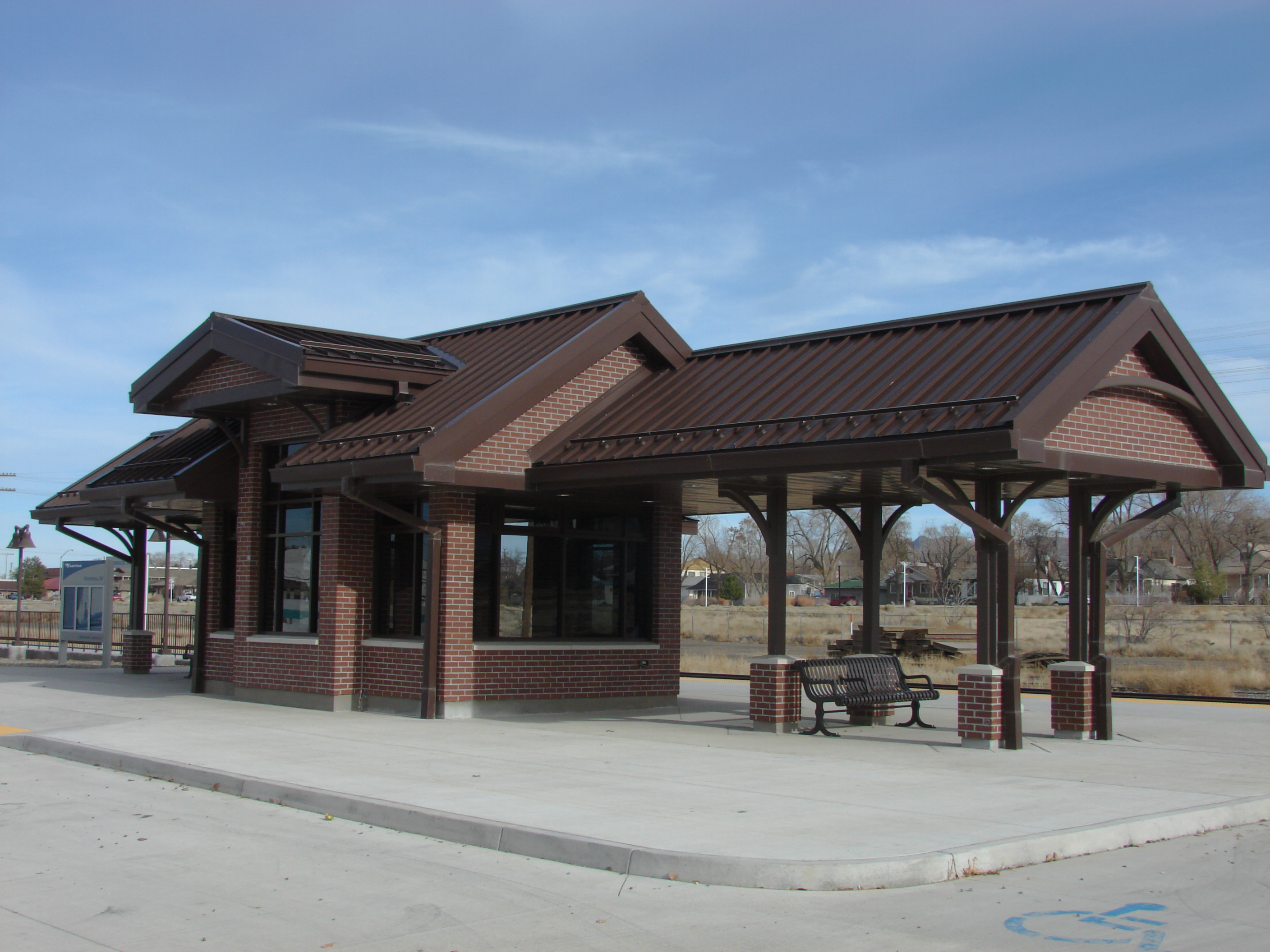
Winnemucca Amtrak Station (2014)
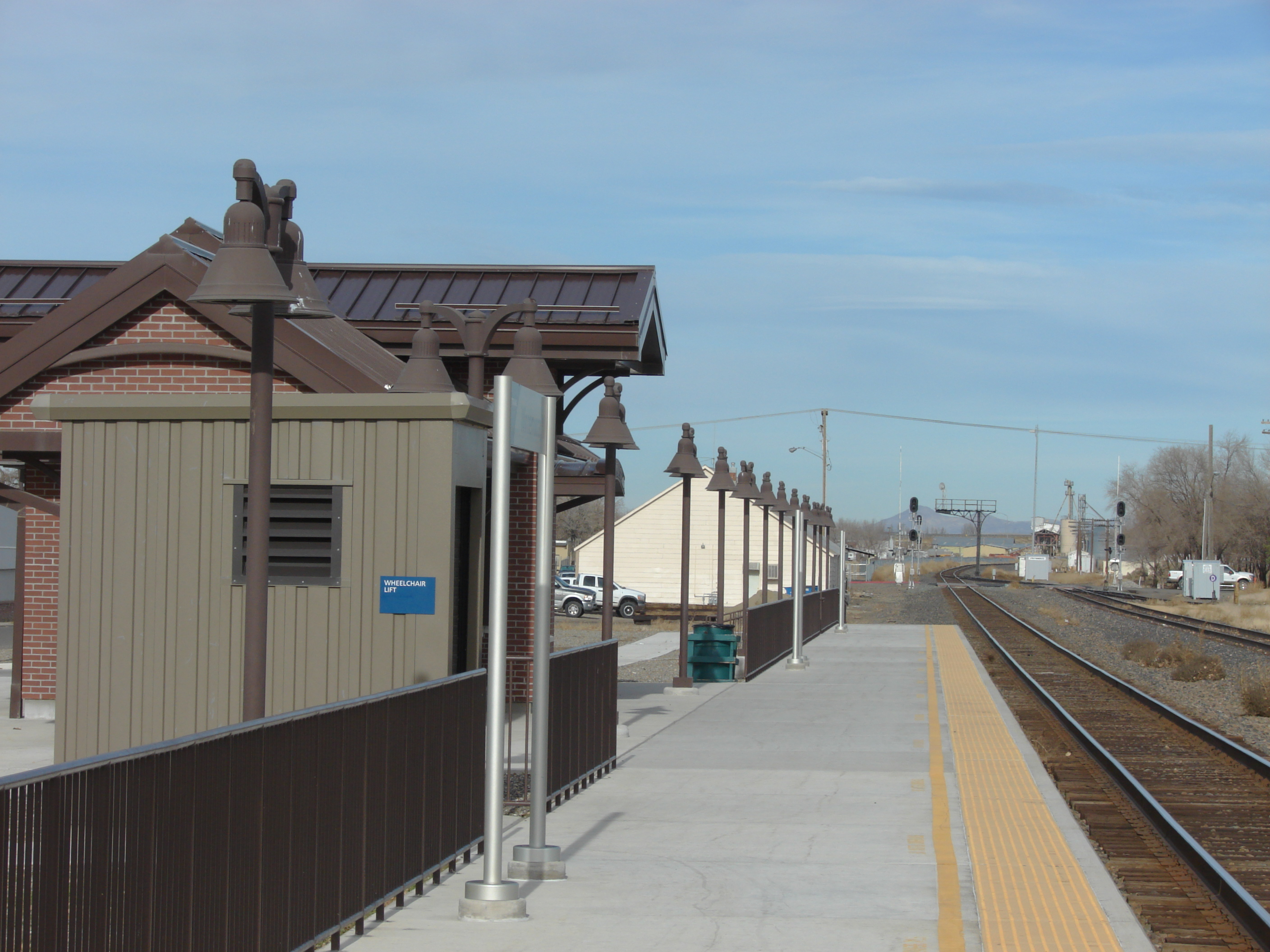
Winnemucca Amtrak Station, Bahnsteig (2015)
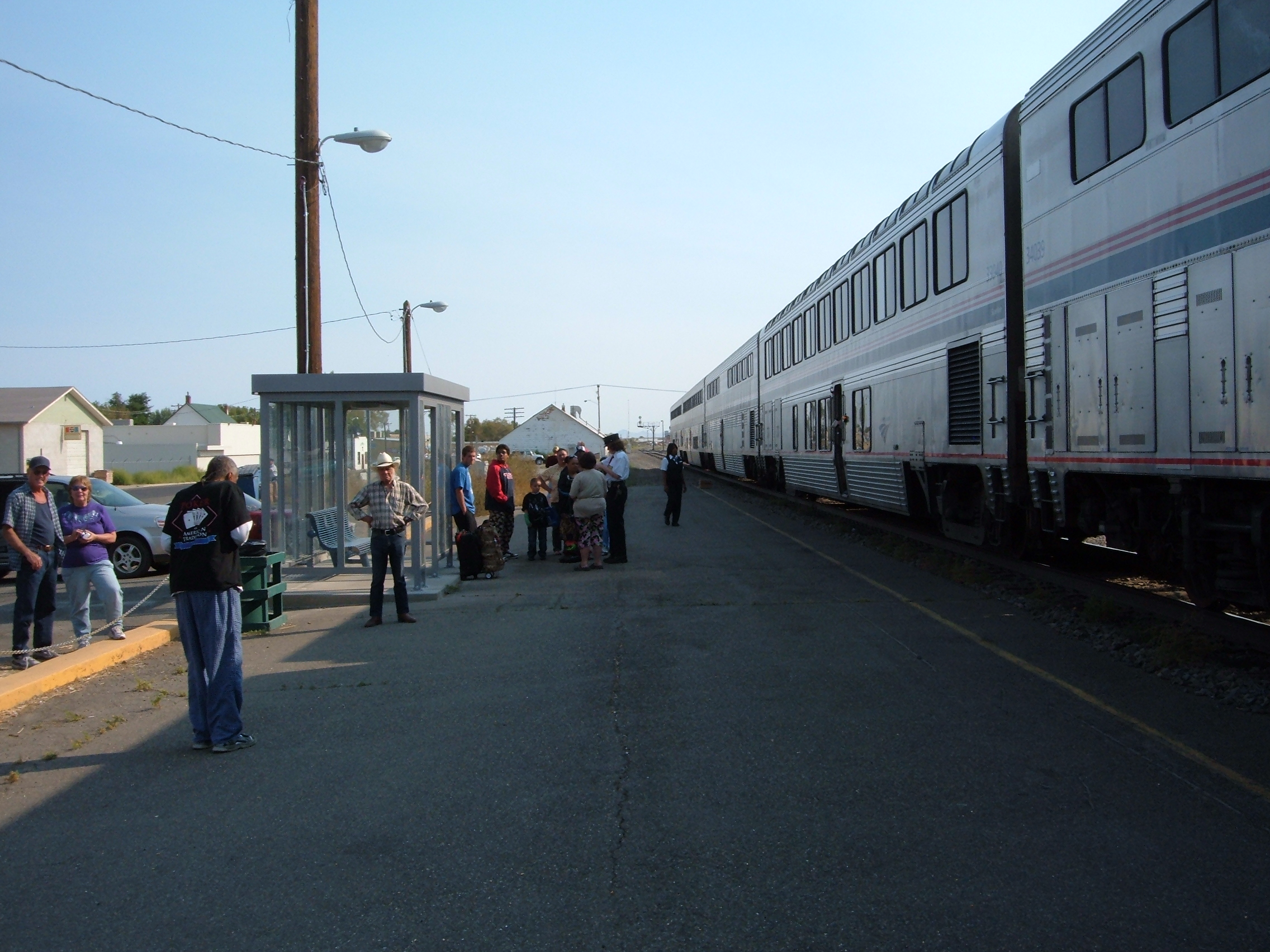
The California Zephyr in Winnemucca (2007)
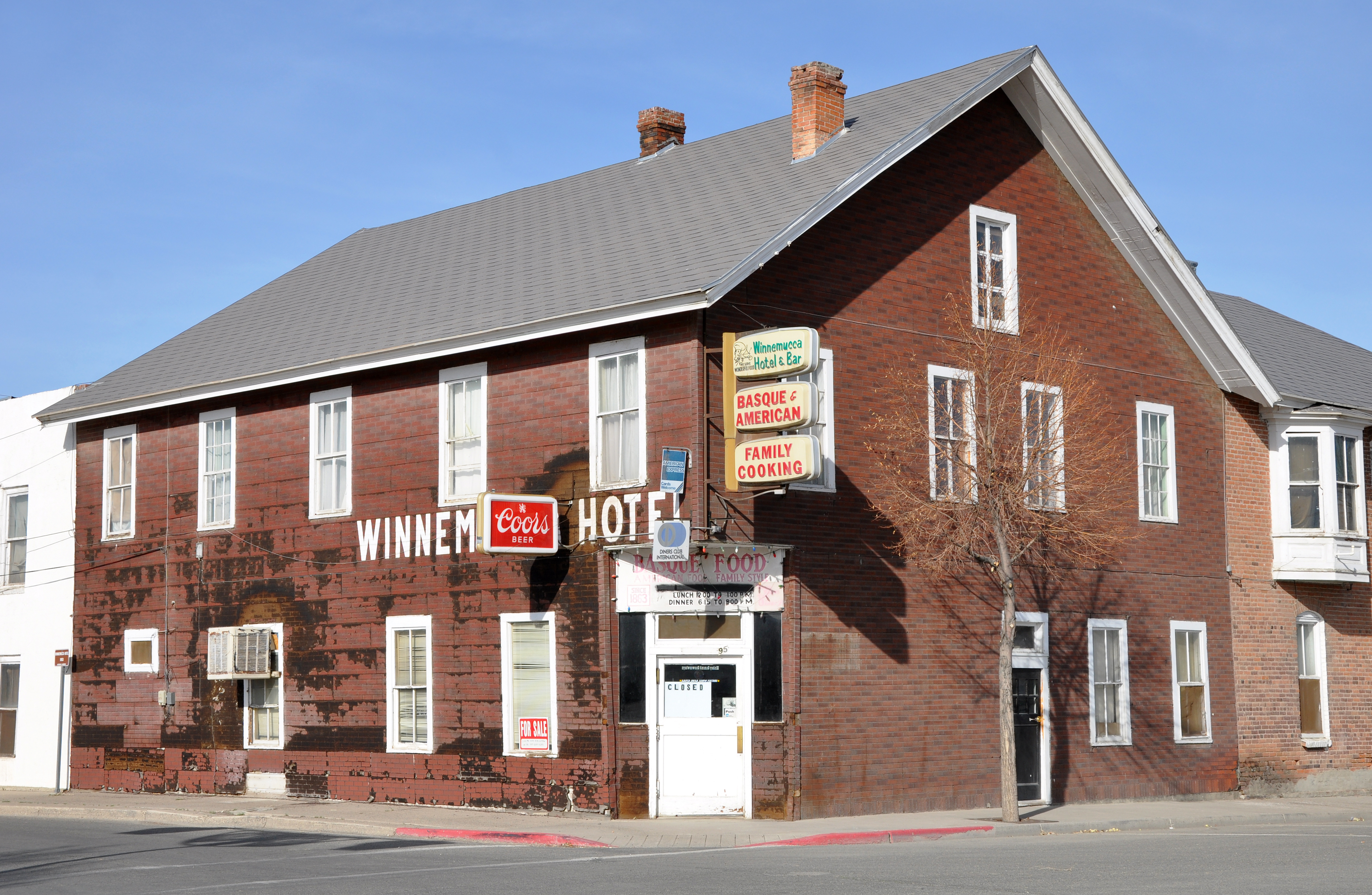
Winnemucca Hotel in Winnemucca (2013)
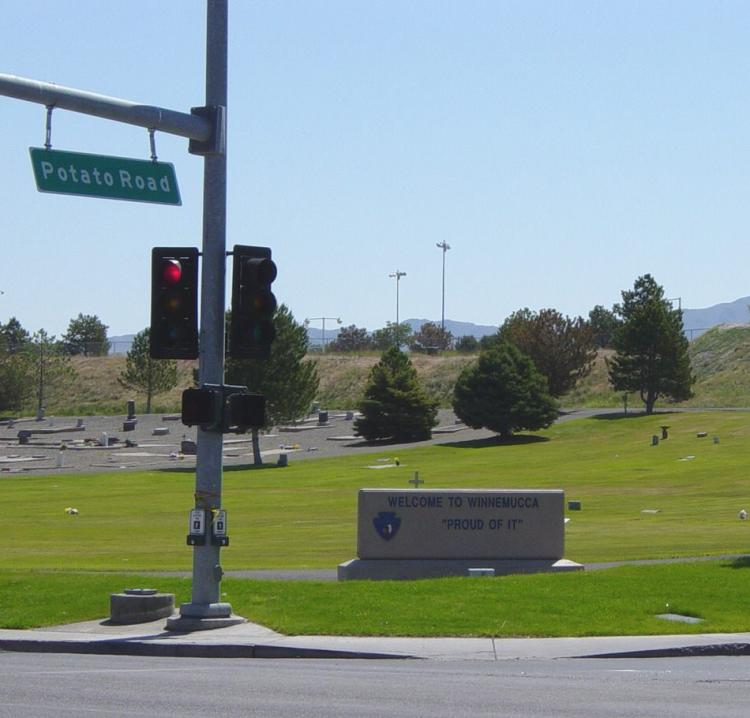
Schild auf dem Friedhof in Winnemucca mit der Aufschrift: „Welcome to Winnemucca, Proud of it!“ (deutsch: Willkommen in Winnemucca, [wir sind] darauf stolz)